# تحطم طائرة بوينغ بي-17 (2019)
تحطم طائرة بوينغ بي-17 في 2 أكتوبر 2019م تحطمت طائرة بوينغ بي-17 القلعة الطائرة المملوكة ملكية خاصة لمؤسسة كولينغس في مطار برادلي الدولي في بلدة وندسور لوكس مقاطعة هارتفورد كونيتيكت في الولايات المتحدة. قُتل سبعة أشخاص من مجموع الثلاثة عشر راكبًا كانوا على متنها، فيما أصيب الستة الآخرون، دمرت الطائرة بسبب النيران التي التهمت أجزائها، مع وجود جزء واحد فقط من الجناح والذيل بقي سليمًا.

## الحادث
تأخرت رحلة المغادرة المسمية بـ «التاريخ الحي» 40 دقيقة بسبب صعوبة تشغيل أحد المحركات الأربعة. أغلق الطيار المحركات الثلاثة الأخرى واستخدم علبة رش «لتفريق الرطوبة» في المحرك الذي توقف. أقلعت الطائرة من مطار برادلي الدولي في وندسور لوكس كونيتيكت في الساعة 09:48 بالتوقيت المحلي (13:48 بالتوقيت العالمي). كانت الطائرة تحمل ثلاثة من طاقمها وعشرة ركاب. ذكر أحد الشهود أن محركًا كان يتفرقع ويدخن. في الساعة 09:50، أي بعد دقيقتين من الإقلاع استمع الطيار إلى وجود مشكلة في المحرك رقم 4.
 قام برج المراقبة بتحويل حركة المرور الأخرى للهبوط في حالات الطوارئ.
كانت الطائرة منخفضة، وهبطت على بعد 1.000 قدم (300 متر) من المدرج، قطعت الطائرة مجموعة نظام الهبوط هوائي، وانحرفت إلى اليمين من المدرج مباشرة عبر منطقة معشبة وسيارة أجرة، ثم اصطدمت بآلة إزالة الجليد في الساعة 09:54، ثم اشتعلت النيران في الطائرة.
قُتل سبعة من الركاب، وأصيب الستة الباقون بجروح خطيرة بما يكفي لنقلهم إلى المستشفى، بما في ذلك شخص نُقل جواً. كان من بين القتلى الطيار والمساعد، الذين تتراوح أعمارهم بين 75 و71 على التوالي. أصيب شخص واحد على الأرض بينما طانت الطائرة تشتعل نارًا. تم إغلاق المطار لمدة 3 ساعات ونصف بعد الحادث.

## الإنقاذ
تمكن أحد الركاب على متن الطائرة، وهو حارس في الحرس الوطني في كونيتيكت من فتح باب الهروب بعد تحطم الطائرة، رغم إصابته بكسر في الذراع وعظام الترقوة. هرب موظف بالمطار كان يعمل في المبنى الذي تحطمت فيه الطائرة إلى الحطام للمساعدة في سحب الركاب المصابين من الطائرة المحترقة. أصيب الموظف بحروق شديدة في يديه وذراعيه ونقل إلى سيارة الإسعاف إلى المستشفى.

## التحقيق
افتتح المجلس الوطني لسلامة النقل ومقره واشنطن تحقيقًا في الحادث. تم إرسال «فريق الذهاب» إلى مطار برادلي الدولي، برئاسة جنيفر هومندي. أزال المجلس الوطني لسلامة النقل بعض الحطام ونقله إلى مختبره لمزيد من التحليل، واستكمال العمليات في مكان الحادث بحلول 8 أكتوبر.
أصدر المجلس الوطني لسلامة النقل تقريره الأولي في 15 أكتوبر. الوقود المستخرج من الخزانات للمحرك رقم 3 ظهر خالي من تلوث المياه والحطام وكان متسقًا مع محلول 100 رصاص المنخفض في الرائحة والمظهر. شاحنة الوقود التي كانت تزود بالوقود بـ 160 غالونًا أمريكيًا من محلول 100 رصاص المنخفض قبل الرحلة كانت خاضعة للتدقيق، لكن المجلس الوطني لسلامة النقل لم يعثر على أي خلل في إمدادات الوقود أو المعدات، ولم يبلغ الطيارون عن أي مشكلة في المحرك من الطائرات الأخرى بالوقود من نفس الشاحنة قبل أو بعد حادثة الطائرة. أثناء الرحلة أبلغ الطيار عن الحادث أن المحرك رقم 4 لديه «ماج خام» يشير إلى أن هناك مغناطيس على المحرك. أبلغت المجلس الوطني أن ريش المروحة للمحرك رقم 3 كانت بالقرب من وضع الريش الأخرى، وأن ريش المروحة في المحرك رقم 4 كانت في وضع الريش الطبيعي.